# パプアニューギニア

パプアニューギニア独立国
Independent State of Papua New Guinea（英語）
Independen Stet bilong Papua Niugini（トク・ピシン）
Papua Niu Gini（ヒリモツ語）

国の標語：多様性は団結なり
国歌：O Arise, All You Sons（英語）
すべての者よ、立ち上がれ

パプアニューギニア独立国（パプアニューギニアどくりつこく）、通称パプアニューギニアは、南太平洋にあるニューギニア島の東半分及び周辺の島々からなる立憲君主制国家。東南アジア諸国連合 (ASEAN) の特別オブザーバーであるが、地理的にはオセアニアに属する。オーストラリアの北、ソロモン諸島の西、インドネシアの東、ミクロネシア連邦の南に位置する。イギリス連邦加盟国かつ英連邦王国の一国であり、非白人が国民の多数を占める国としては英連邦王国のうち人口最多かつ面積最大の国である。首都はポートモレスビー。

## 国名
トク・ピシンにおける正式名称はIndependen Stet bilong Papua Niugini。通称 Papua Niugini。略称は PNG。
日本語の表記はパプアニューギニア独立国。通称はパプアニューギニア。他に、パプワニューギニア、パプアニューギニヤ、パプワニューギニヤ、という表記もされる。「パプア」と「ニューギニア」の間に、中黒（・）を入れることも多い。
パプアニューギニアは、元々あったパプアとニューギニアが合併してできた国である。パプアニューギニアの南側は、旧イギリス領（のちにオーストラリア領）で、メラネシア人の縮れ毛を指すマレー語の言葉から、パプア（オーストラリア領パプア準州）と呼ばれた。一方、北側は、旧ドイツ領（のちにオーストラリア委任統治領）で、メラネシア人がアフリカのギニア人に似ているところから、スペイン人の探検家がニューギニアと名付けた。
なお、ニューギニア島の西半分はかつてはオランダ領ニューギニアであり、現在はインドネシアに併合され「パプア州」、「西パプア州」という名称である。

## 歴史

### 有史以前
ニューギニア島はオーストラリア大陸と共にゴンドワナ超大陸を構成していたが、白亜紀に始まった大陸分裂で、オーストラリア大陸と南極大陸は4500万年前に分離し、ヒマラヤ山脈と同じころにニューギニア中央山脈も形成された。氷河期にはニューギニアとオーストラリアは地続きで、サフル（英語: Sahul、あるいはMeganesia - メガネシア）と呼ばれる一つの陸地であった。
この地域において、約6万年前の東南アジア方面から来たと思われる人類の痕跡が見つかっている。約5000年前、ニューブリテン島中央部のタラセアにおいて、貝の貨幣「シェルマネー」が作られた。これが最古の貝貨とされている。

### 島の発見
1526〜27年ごろにポルトガル人のドン・ジョルジェ・デ・メネセスが、パプアニューギニアの主となる島を発見するに至り「パプア」と命名した。1546年には、ニューギニア島北岸を航海したスペイン人のオルティス・デ・レテスが「ニューギニア」と命名した。

### 植民地時代

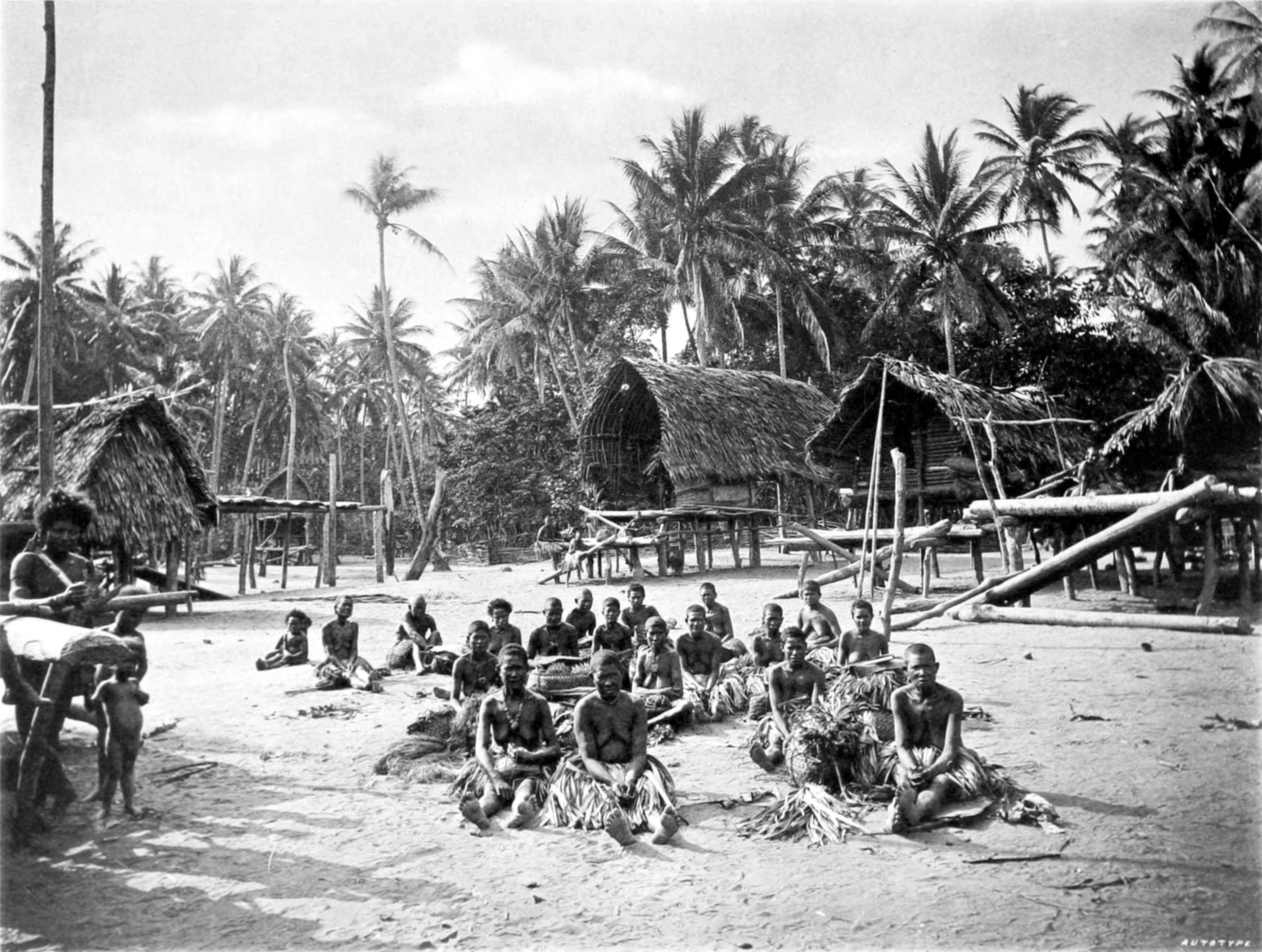
イギリス統治時代の農村 (1885年)

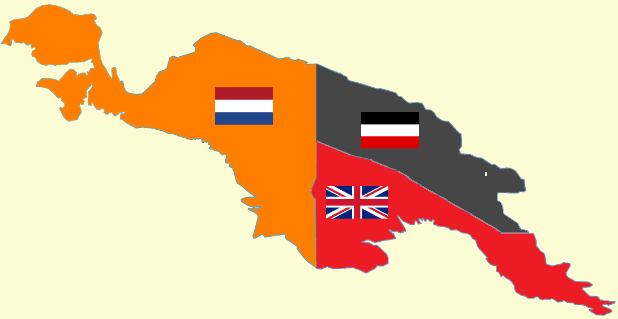
1884から1919年までのニューギニア島。ドイツ及びイギリスがニューギニア島の東半分を分割している。

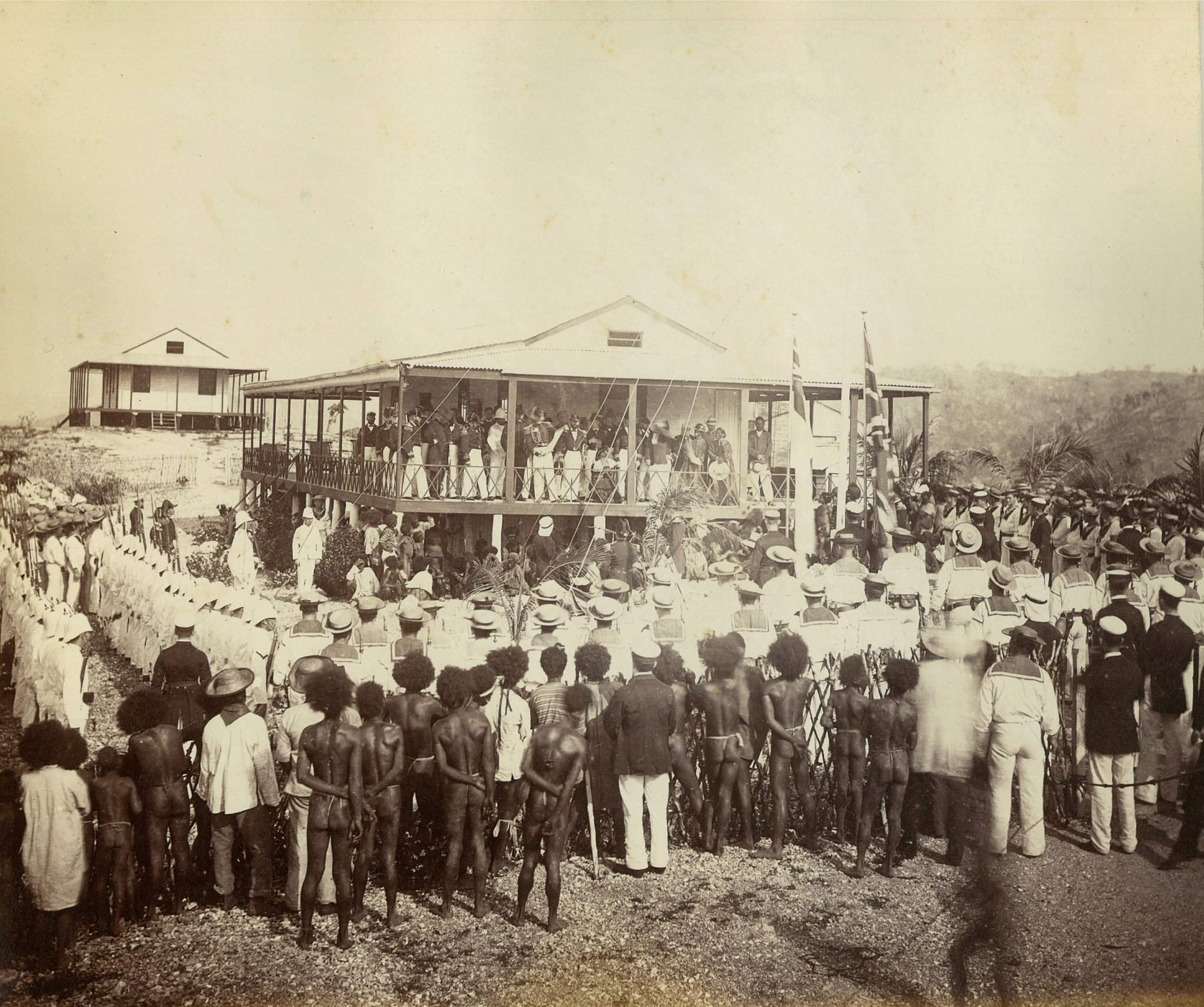
1884年、イギリスへの東南ニューギニア併合時

19世紀の植民地主義の時代、1828年にニューギニア島を東西に分割し、1848年に西半分をオランダが併合、1884年には東半分をオーエン・スタンレー山脈、ビスマルク山脈で南北に分け、ニューブリテン島などを含んだ北半分をドイツ、南半分をイギリスが獲得した。南部は1901年にイギリスから独立したオーストラリアに継承され、1902年にオーストラリア管理下での「パプア (準州)」となった。

### 委任統治領期

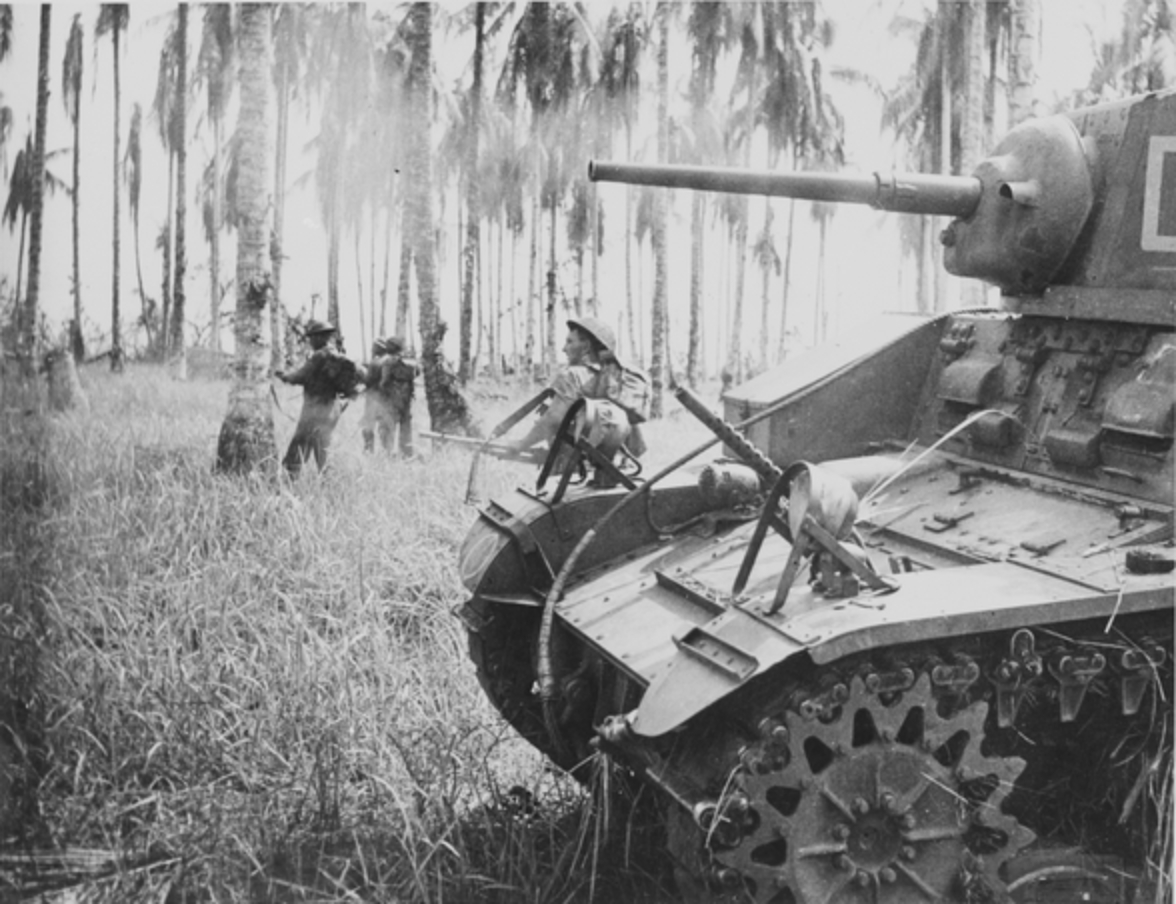
1943年1月7日、ブナ・ゴナの戦いで日本軍を攻撃するオーストラリア軍。

1914年からの第一次世界大戦にドイツが敗北すると、ドイツ領ニューギニアであった島の東北部は、国際連盟によりオーストラリアの委任統治領（ニューギニア (信託統治領)）となった。
1941年からの太平洋戦争では、日本軍が1942年1月22日、ニューブリテン島ラバウルに上陸、ニューブリテン、ニューアイルランド、ブーゲンビルなどの島嶼部やニューギニア本島の北岸を占領し、ポートモレスビー攻略を狙った。しかし、1942年5月に行われた珊瑚海海戦の結果、海からのポートモレスビー攻略を諦め、1942年8月にはソロモン海岸からオーエン・スタンレー山脈越えでポートモレスビーを陸路攻略する作戦が実行された。ここでも飢えとマラリアの為に多くの死者を出して撤退し、その後、制海権、制空権を失い補給を絶たれたニューギニアの日本軍は、「ジャワの極楽、ビルマの地獄、死んでも帰れぬニューギニア」と評される凄惨な状況となった。

### 自治政府期
1949年、オーストラリアは南東部パプアと北東部ニューギニアを行政連合として統合して「パプア及びニューギニア準州」とし、西部はオランダ領ニューギニア（1949年 - 1962年）となった。
1961年にオランダは島の西部を西パプア共和国として独立を認めたが、インドネシアが侵攻したため（パプア紛争、1963年–現在）、国連による暫定統治を経て、インドネシアへ併合されてイリアンジャヤ州となった。
1964年、自治政府初の選挙が行われ、54名が当選、1968年、自治政府2回目の選挙で、84名が当選。同年、禁酒法が廃止となる。1971年に南東部パプアと北東部ニューギニアの行政連合として統合していた「パプア及びニューギニア準州」が「パプアニューギニア」とさらに改名し、自治政府が、国旗、国歌、国章などを採択。1972年、第3回自治政府選挙で100名が当選。この選挙で、マイケル・ソマレが連立政権を樹立。

### 独立
1975年9月16日、独立の丘でオーストラリアの国旗を降ろし、パプアニューギニア国旗を掲揚する儀式を経て、「パプアニューギニア独立国」として独立した。それまでの自治政府議会が国会となり、初代首相マイケル・ソマレは紛争を行うことなく平和的に独立を成し遂げた独立の父として「チーフ」と呼ばれて崇められ、通貨（50キナ札）にもその肖像画が描かれている。
1976年、地続きで国境を接しているインドネシアが加盟しているASEAN閣僚会議にオブザーバーとして初参加し、1981年には特別オブザーバーの地位を得ている。
1983年に各州における自治の失敗を受けて、中央政府の権力が強化。1985年、民族的緊迫により、ポートモレスビーで非常事態宣言発令。
1986年のASEAN閣僚会議で東南アジア諸国連合に正式に加盟を申請して以降、現在まで加盟を希望しているが、パプアニューギニアが東南アジアではないことからASEAN諸国は正式加盟には否定的である。

### ブーゲンビル危機
1988年にブーゲンビル島（ブーゲンビル自治州）でフランシス・オナを中心とするグループが、パングナの銅山（リオ・ティント傘下のBougainville Copper Ltdが所有）の閉鎖、ブーゲンビルの分離・独立（北ソロモン共和国の再興）を求めてブーゲンビル革命軍（BRA）を構成し、鎮圧を試みた政府軍との間に内戦が始まった。1992年に政府軍は国境を越え、BRAへの支援を理由に ソロモン諸島のショートランド諸島を攻撃した。当初、容易に鎮圧可能と見られていたブーゲンビル危機は休戦と戦闘再開を繰り返し長期化した。
1997年には紛争鎮圧を狙ってイギリスの民間軍事会社サンドライン・インターナショナルと傭兵派遣契約を結んだことが国外のメディアでリークされ、現役の国防軍司令官ジェリー・シンギロックがジュリアス・チャン（陳仲民）首相の退陣を求めてクーデター騒ぎを起こし、全国で戒厳令が発令されるなど泥沼化した（サンドライン・クライシス, en:Sandline affair）。
2001年8月30日に武器の放棄、紛争中の戦争犯罪に対する恩赦、ブーゲンビル自治政府の容認、将来のパプアニューギニアからの独立に関しては住民投票で決定する、などの条項を盛り込んだ「ブーゲンビル平和協定」がアラワで調印され、平和への歩みが再開された。

### ブーゲンビル自治領
2005年にはブーゲンビル自治領で初の大統領選挙が行われ、元ブーゲンビル革命軍のジョセフ・カブイが初代大統領に就任した。2019年11月23日から12月7日には、和平協定に盛り込まれていた将来的な政治的立場を問う住民投票が実施され、独立賛成が98%（17万6928票）と、パプアニューギニア残留（3043票）を圧倒した。2021年7月、自治州大統領のイシュマイル・トロアマがパプアニューギニア首相のジェームズ・マラペと会談し、2027年までの完全独立で合意した。

## 政治
国家元首は、イギリスの国王（または女王）（2022年9月8日よりチャールズ3世）が兼任するパプアニューギニア国王。象徴的地位であり、任命などの権限は、議会や内閣の決定に従い行使される。その職務は、総督が代行する。
行政府の長である首相は、議会総選挙後、第1党党首が総督により指名される。閣僚は、首相の推薦に従い総督が任命する。
議会は、一院制。全118議席で、うち96議席が全国民の代表、残る22議席が州の代表とされる。州代表の議席を獲得した国会議員は、国務大臣にならない限り、自動的に当該州の知事となる。任期5年。
政党は全て小規模で、単独で組閣が出来ないため、常に連立内閣となっている。2007年の総選挙で最多の国会議員を当選させ、連立の中心となって組閣した国民同盟党（NAP） でさえ、27議席であった。
政治は男性中心で、女性議員はこれまで数えるほどしか当選していない。2007年総選挙でも多くの女性候補が男性中心の政治に挑戦したが、現職のキャロル・キドゥのみが再選され、現在女性国会議員は1名のみである。2008年には、選挙とは別に女性の代表を国会に参加させる法案が審議されている。
外交においては、旧宗主国であり、現在でも最大の援助国であるオーストラリアとの関係が最重要であるが、近年、オーストラリアから派遣の警察官のパプアニューギニアにおける治外法権が違憲と判決されて即時撤退を余儀なくされたり（ECPの撤退）、オーストラリアの依頼によってポートモレスビーで逮捕された隣国ソロモン諸島の検事総長を夜間、軍用機でソロモンまで逃がした事件（モティ事件）などの問題で関係がこじれていた。2007年12月にオーストラリアで誕生したラッド政権は関係改善に取り組み、就任早々の2008年3月、ラッド首相のパプアニューギニアへの公式訪問が実現した（なお、前任のハワード前首相は11年の任期の内で一度もパプアニューギニアへの公式訪問が無かった）。
司法はパプアニューギニア最高裁判所の所轄下にあり、全ての刑事訴訟や違憲審査は最高裁判所で行われる。最高裁判所長官は首相の助言で、総督が任命する。
一方、中華人民共和国からは国際会議場や幹線道路などの整備支援を受けるほか、2010年代半ばに原油や天然ガスの価格が下落した際の穴埋めなどとして多額の借款を受ける関係となった。2019年ごろの政府債務の総額は、国内総生産の3割相当にまで拡大。中国に対し約8500億円相当の借り換えを要請するに至った。

## 国際関係

### 日本との関係
駐日パプアニューギニア大使館
- 住所：東京都目黒区下目黒五丁目32番20号
- アクセス：JR山手線目黒駅西口徒歩17分

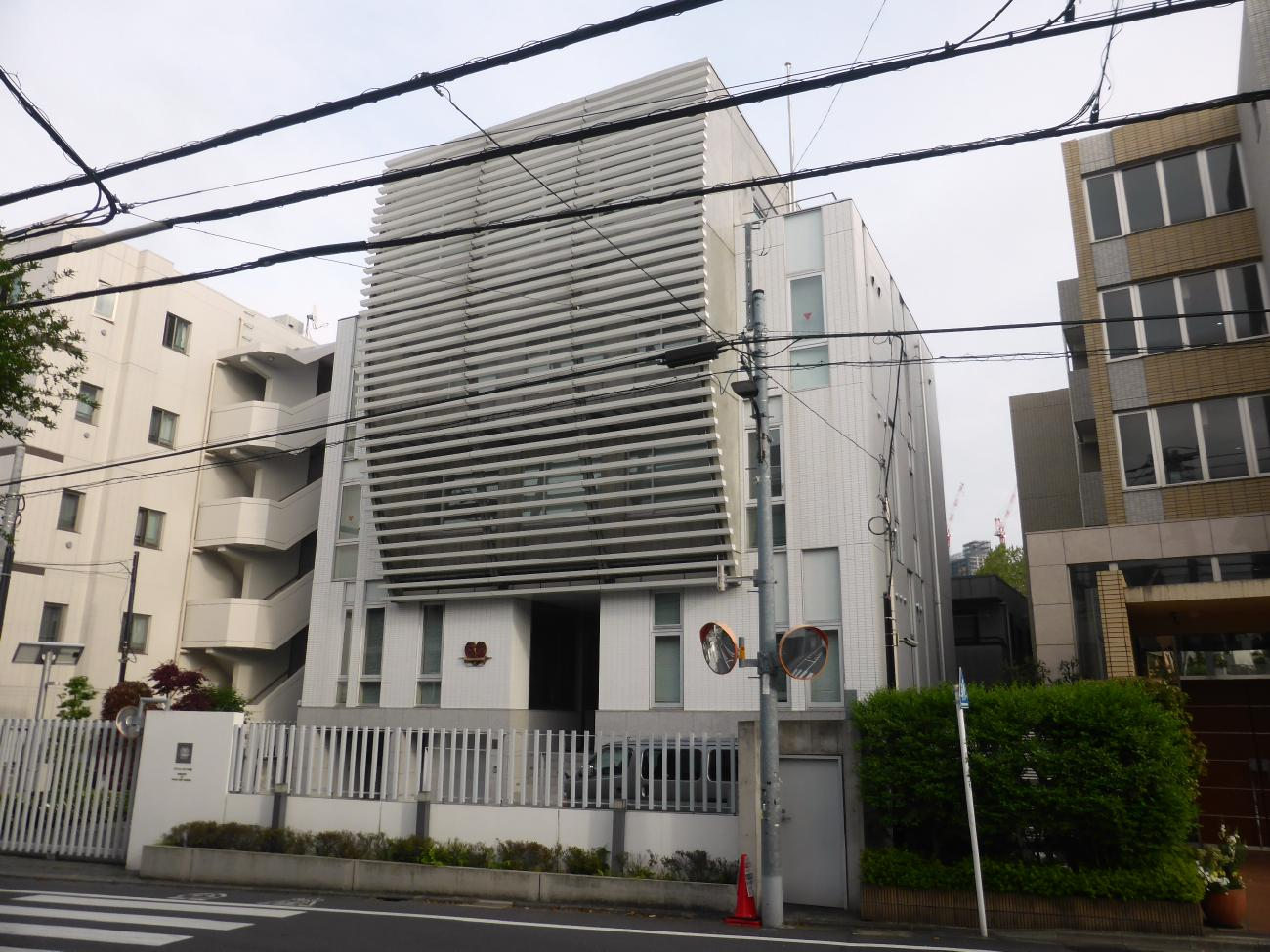
パプアニューギニア大使館全景
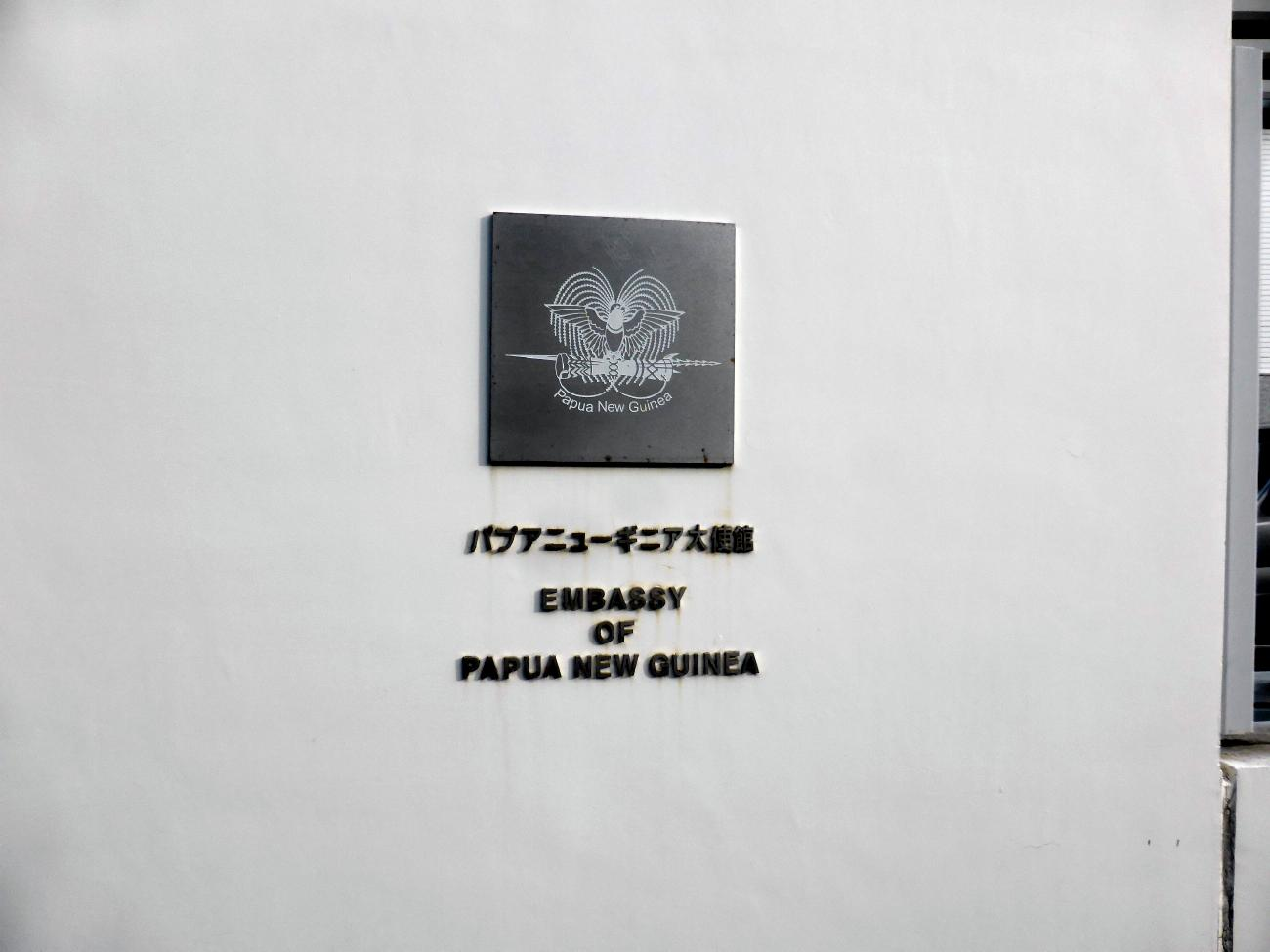
パプアニューギニア表札

## 行政区画

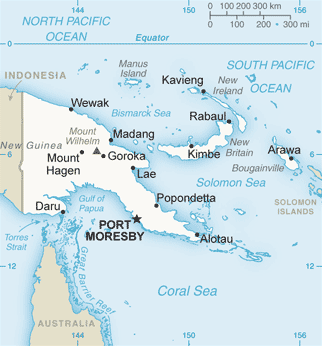

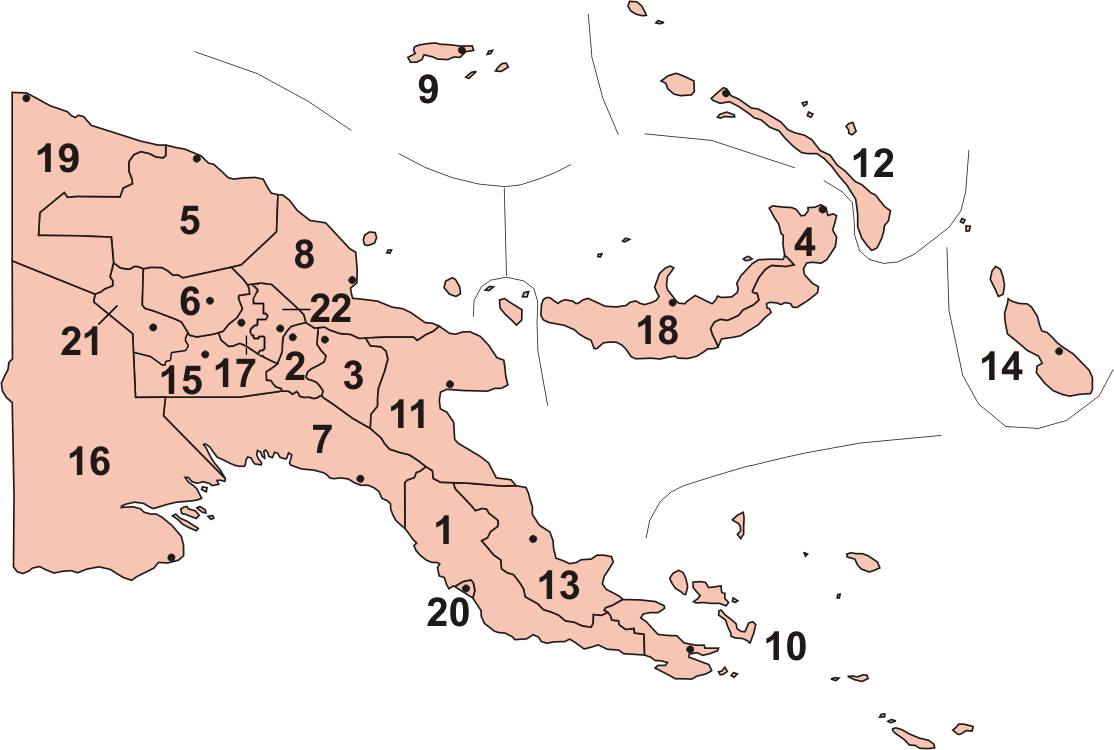
行政区画

21の州 (province) と首都区から成る。各州は4つの地方 (Region) に分ける事が出来る。州都を後ろに記した。
山岳地方
 シンブ州 (Simbu; チンブ州とも) - クンディアワ
 西部山岳州 (Western Highlands) - マウントハーゲン
 東部山岳州 (Eastern Highlands) - ゴロカ
 南部山岳州 (Southern Highlands) - メンディ
 エンガ州 (Enga) - ワバック
 ヘラ州 (Hela) - タリ
 ジワカ州 (Jiwaka) - Minj
島嶼地方
 西ニューブリテン州 (West New Britain) - キンベ
 ニューアイルランド州 (New Ireland) - カヴィエン
 東ニューブリテン州 (East New Britain) - ココポ
 ブーゲンビル自治州 (Bougainville; 北ソロモン州とも) - 一時的にブカ（アラワに戻す予定）
 マヌス州 (Manus) - ローレンガウ
モマセ地方
 サンダウン州 (Sandaun; 西セピックとも) - ヴァニモ
 東セピック州 (East Sepik) - ウェワク
 マダン州 (Madang) - マダン
 モロベ州 (Morobe) - ラエ
パプア地方
 首都区 (National Capital District)  - ポートモレスビー
 オロ州 (Oro; 北部州とも) - ポポンデッタ
 西部州 (Western; フライ州とも) - ダル
 中央州 (Central) - ポートモレスビー
 ミルン湾州 (Milne Bay) - アロタウ
 湾岸州 (Gulf) - ケレマ

## 地理・地質

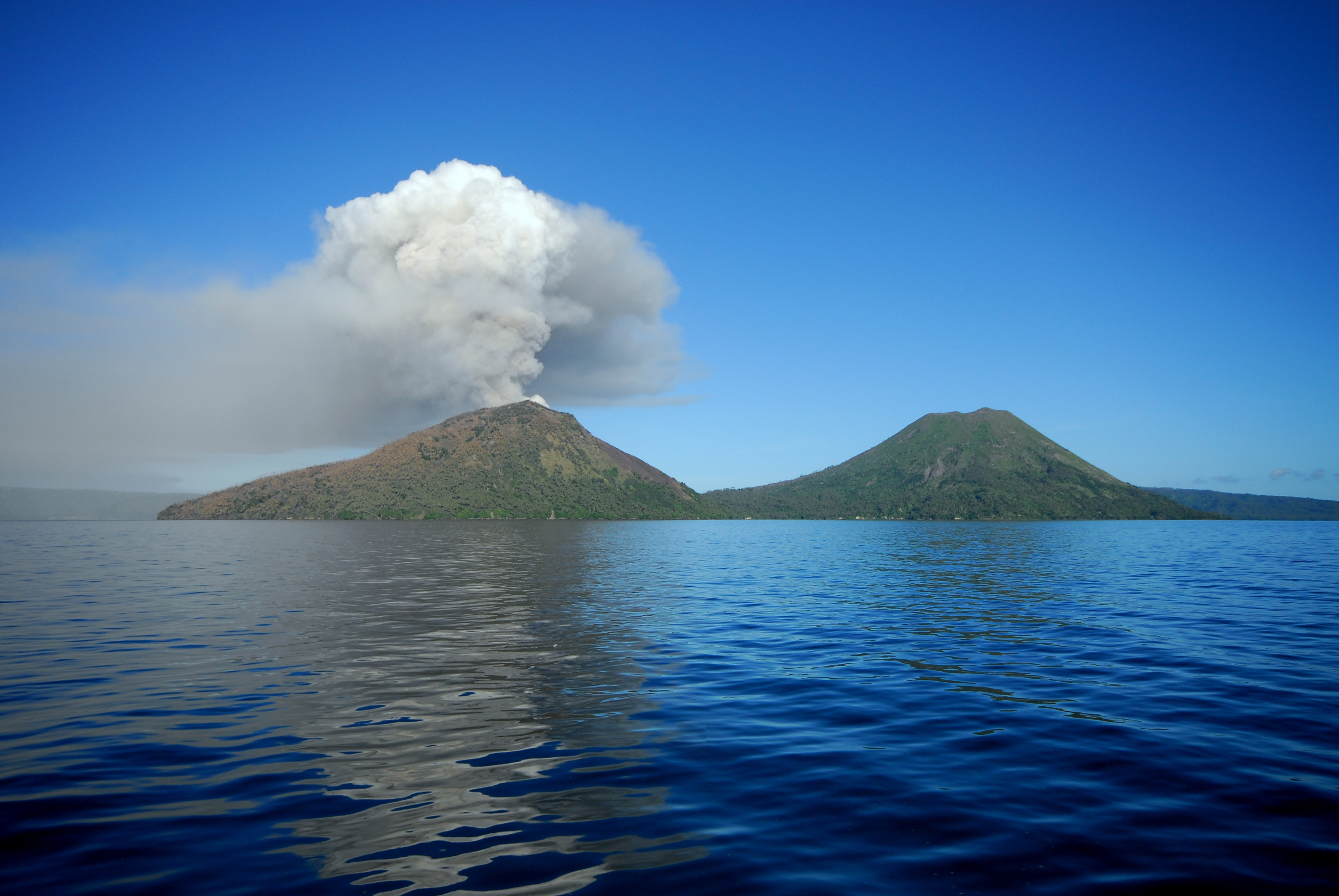
タブルブル火山

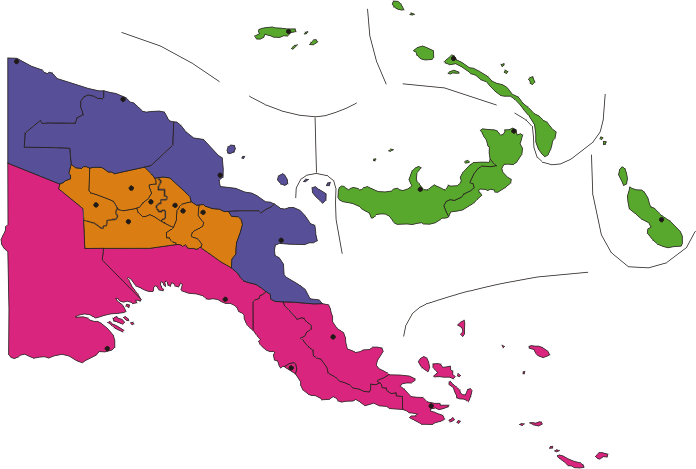
パプアニューギニアの地方
山岳地方
島嶼地方
モマセ地方
パプア地方

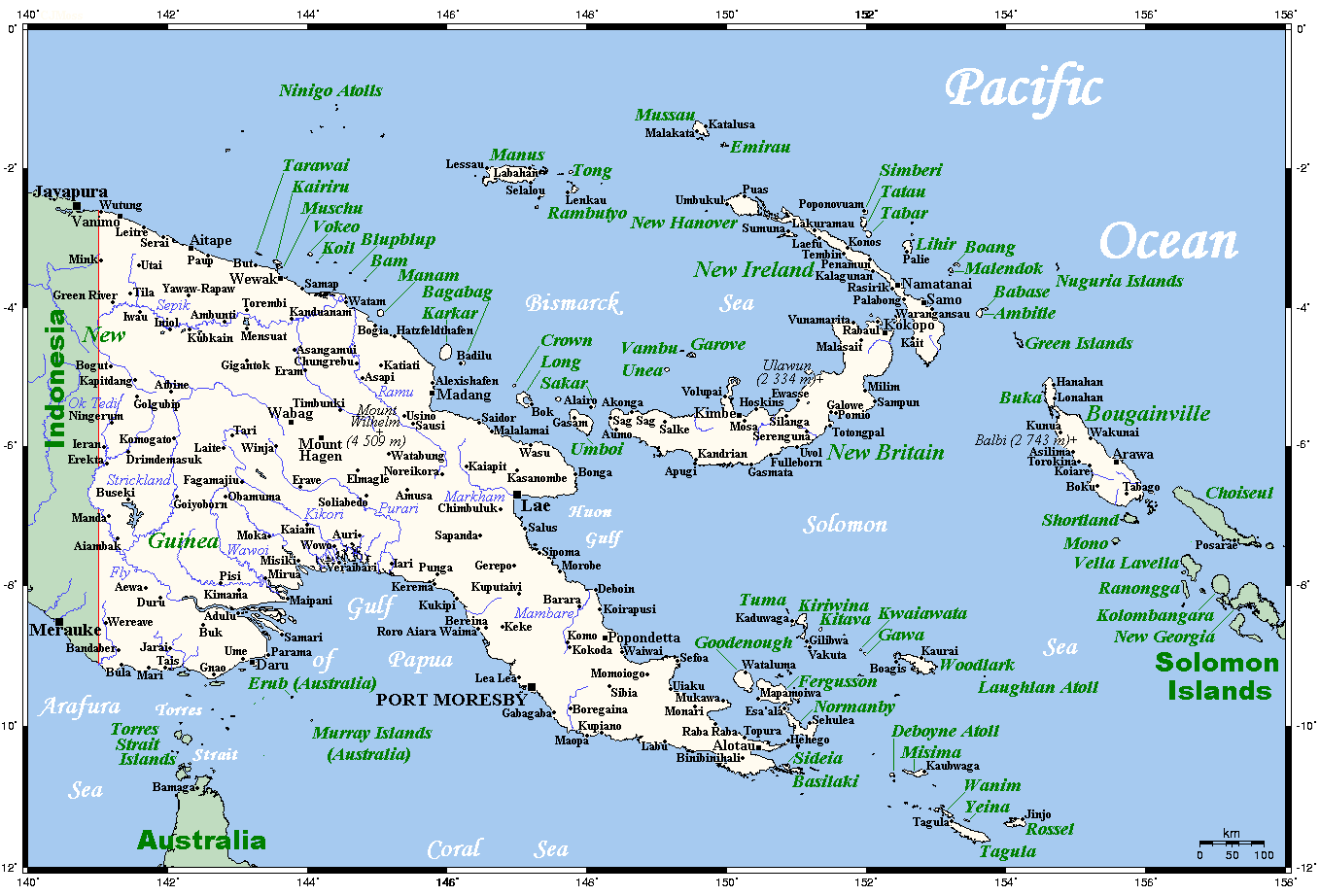

パプアニューギニアはオセアニア州に属し、ニューギニア島東半分とビスマルク諸島、ルイジアード諸島、アドミラルティ諸島、ダントロカストー諸島など1万近くの島で成り立っている島嶼国家である。
ニューギニア島中央部は3000メートルから4500メートル級のビスマーク山脈およびオーエンスタンレー山脈となっている。最高峰はウィルヘルム山（標高4,509m）。赤道に近いが降雪がある。高山部分以外は熱帯雨林に覆われており、セピク川とフライ川を囲んで湿地が広がる。島嶼部も含め、海岸にはサンゴ礁が発達している。なお、ニューブリテン島などは火山島である。地質的にはいくつものプレートが衝突するエリアに位置するため、地震も頻発する。

### 主な島
- ニューギニア島 - 首都ポートモレスビー
- ダントルカストー諸島
  - ノーマンビー島
- トロブリアンド諸島
- ルイジアード諸島
  - ミシマ島
  - デボイネ諸島
- ビスマルク諸島
  - ニニゴ諸島
  - アドミラルティ諸島
    - マヌス島
    - ロスネグロス島
    - バルアン島

  - セント・マタイアス諸島（英語版）
    - ムサウ島 (Mussau Islands)
    - エミラウ島

  - ニューハノーヴァー島 (New Hanover Island)
  - ニューアイルランド島 (New Ireland) (ドイツ領時代はノイメクレンブルク島 Neumecklenburg)
  - ニューブリテン島 (New Britain) (ドイツ領時代はノイポンメルン島 Neupommern)
  - デューク・オブ・ヨーク諸島（英語版） (Duke of York Islands)
  - Vitu諸島（英語版） (Vitu Islands)
  - ウンボイ島
- グリーン諸島
  - ニッサン島
- ソロモン諸島 ※国家としてのソロモン諸島ではなく地理的区分として
  - ブーゲンビル島
    - ブカ島
- タウー環礁
- ヌクマヌ環礁

## 経済
2020年現在、国内総生産は247億ドルである。また、一人当たりGNIは2720ドルである。
独立当時は産業は4C、即ちコプラ （Copra）、コーヒー（Coffee）、ココア（Cocoa）、銅（Copper）とされていた。コーヒー栽培は、1990年代に干ばつがあり、大きな被害を受けた。都市部の貨幣経済と村落部の自給自足経済の二重構成で、鉱業が輸出の中心をなしている。最大援助国はオーストラリアで、影響力が非常に大きい。対外債務は2007年12月31日時点で18億1400万米ドルである。経済成長率は、2003年から2019年までほぼプラス成長で推移していたが、2020年はコロナ禍が影響しマイナス成長になっている。
2018年時点で、教師に対する給料の未払いが発生しているほか、国際会議に駆り出された警官や兵士に手当が支払われず国会議事堂が襲撃されるなど混乱も見られている。
通貨はキナ及びトヤである。トヤはキナの100分の1の単位である。農業や林業としては、主に、パーム油、コーヒー、木材などがある。

### 工業・農業
パプアニューギニアは起伏に富んだ地形であること、熱帯という気候条件にあるため、畑作には向かない。しかしながら、ヤシの栽培には適しており、工業もヤシを中心に形成されている。ココヤシの胚乳から作るコプラとコプラを圧搾して抽出するパーム油は、いずれも世界第6位の規模である。2004年時点の生産量はコプラ（8.5万トン、世界シェア1.6%）、パーム油（33万トン、世界シェア1.2%）。国内市場が小規模であること、輸送インフラの問題があるため、ヤシ以外の工業はいずれも自給をまかなう小規模なものである。中でも、粗糖、牛肉、豚肉、羊肉、鶏肉、ビールなどの食品工業が充実している。

### 鉱業

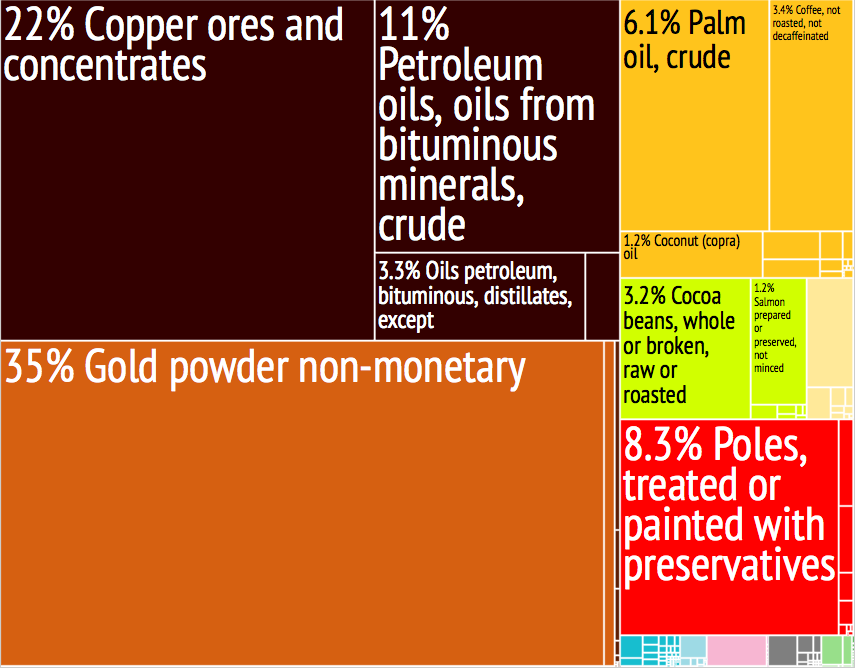
色と面積で示したパプアニューギニアの輸出品目

2002年時点の輸出額15億ドルのうち7割以上を鉱物資源取引が占めており、パプアニューギニア経済にとって鉱業は重要な部門である。上位3品目は金 (35.9%)、石油 (21.0%)、銅 (14.7%) である。化学工業、金属精錬はいずれも未発達であるため、全量が未精製の状態で輸出されている。
鉱業の主軸はまず金と銅から始まり、次いで1992年に輸出を開始した原油に移行してきた。生産量、生産額が最も大きかった銅は、1988年に勃発したブーゲンビル島の独立運動のため、最盛期の1/3の生産量にとどまっている。
原油（日量42千バレル）と天然ガス（日量38万立方m）を生産している。高地地帯の南部山岳州、西部州で生産・処理し、700ｋｍ離れたポートモレスビーの液化・貯蔵施設まで送られてくる計画である。同時に天然ガスの採掘や処理、貯蔵施設も建設中である。
2008年5月22日には、パプアニューギニア政府とエクソン・モービルを始めとする日本の新日本石油などの事業会社との間で液化天然ガス（LNG）工場の建設に向けての基本合意が取り交わされ、2014年5月15日には生産されたLNGの日本向け船積みが初めて行われた。世界最大規模のLNGプラントであり年間生産量690万トンのうち約50%を東京電力や大阪ガスが購入者となっている。また、今後の生産については30年間の見通しがついている。一方、仏トタルもガス田開発中である。
金属鉱物資源では、珪長質な火成岩に伴って産出する銅（21万トン、世界シェア1.6%）、銀（75トン）、金（65トン、世界シェア2.6%）が有力。

### 交通
山がちな地形から都市間や地域間を結ぶ幹線道路が部分的にしか整備されておらず、全国的な道路網はないため、陸路での大規模移動は主に都市内で補完的に行われるに留まる。そのかわり空路が発達しており、主要都市には近代的な空港が、地方の町村であっても小規模な飛行場が備えられている場合が多く、パプアニューギニア国内を移動する上で主要な手段となっている。なお、鉄道は存在しない。

### メディア
パプアニューギニアの主要放送局はEMTVであり、インターネットにおいてはDigicel PNGというプロバイダが主流である。
新聞は売店などでの販売が主流。

## 国民

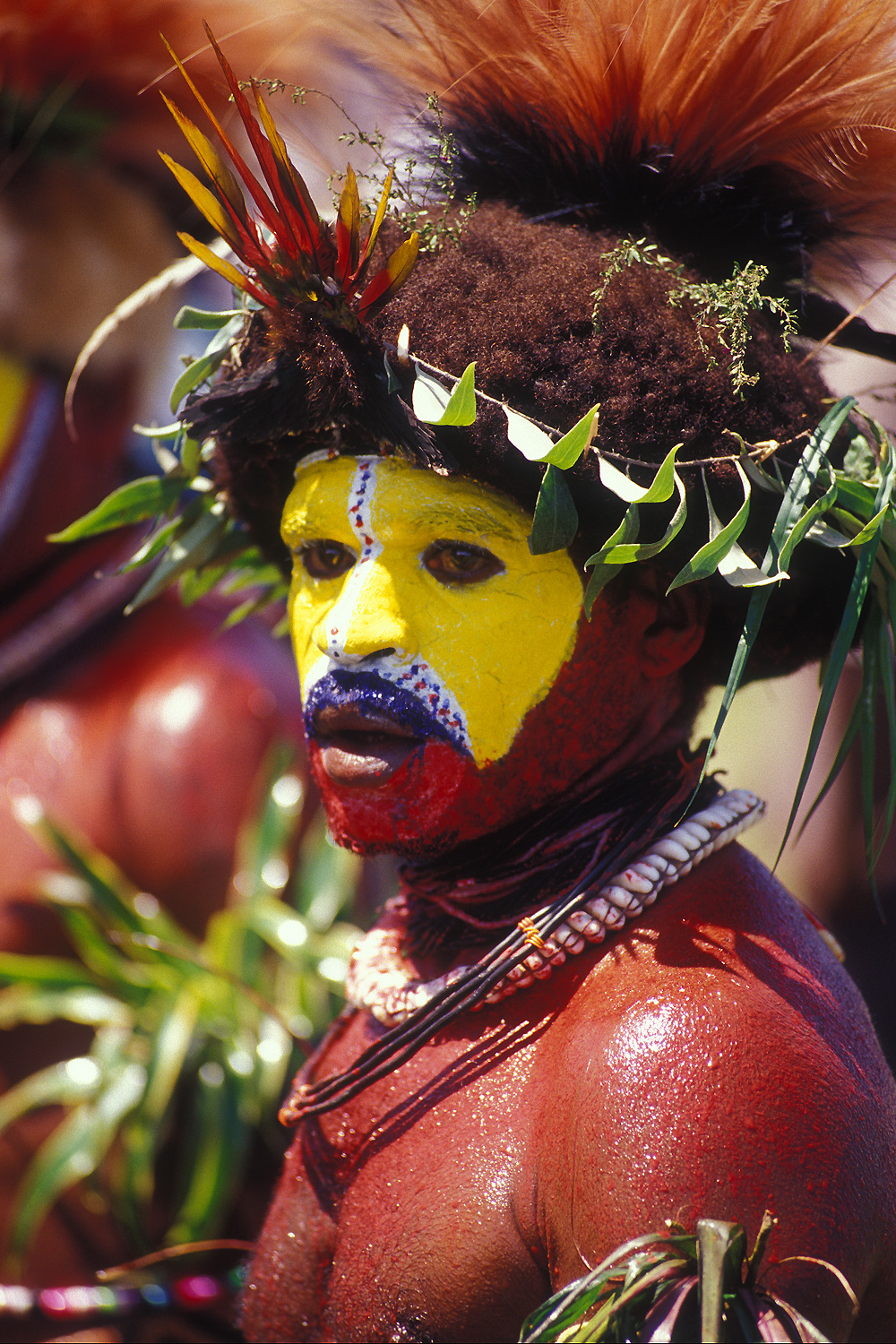
伝統的なペイントを施した住民

### 民族
パプアニューギニアの人々は伝統的に「ワントーク」と呼ばれる少人数の部族に分かれて生活していた。たいていの部族は数十、数百人程度であり、それぞれの部族ごとに言語、習慣、伝統が異なっている。かつては各部族同士で戦いを行うことがよくあり、その習慣は現在も一部残っている。
住民は多様な民族から成っており、主にメラネシア人、パプア人、ネグリト人、ミクロネシア人、ポリネシア人などで構成される。その他にもクカクカ族、ラカライ族、ラオ・ブレリ族、エレマ族、en:Huli people、en:Asaro Mudmenなど多数の少数民族が存在する。

### 言語
| トランスニューギニア語族 Engan チンブ・ワギ語派 南東パプア語派（コイアリ語など） | トランスニューギニア語族以外のパプア諸語（イマス語など） |

パプアニューギニアの言語分布
パプア諸語
トランスニューギニア語族
Engan
チンブ・ワギ語派
南東パプア語派（コイアリ語など）
トランスニューギニア語族以外のパプア諸語（イマス語など）
オーストロネシア語族

言語は英語が公用語であり、教育、テレビ、ラジオ、新聞などは基本的に全て英語が使用されている。また、共通語として、旧ニューギニア地域（ニューギニア本島北岸、ニューギニア高地や島嶼部）で主に使われているトク・ピシンと、旧パプア地域（セントラル、オロ、ガルフ州など）で主に使われているヒリモツ語（ともにクレオール言語）がある。首都ポートモレスビーはモツ語圏であるが、他地域からの移住者の増加に伴い、トク・ピシンの使用が広まっている。国会では、英語、トク・ピシン、ヒリモツの3つの共通語を使うことが許可されており、それぞれの言語に同時通訳される。2015年、4つ目の公用語としてパプアニューギニア手話が追加された。
パプアニューギニアは、世界で最も言語の豊富な国といわれている。また、世界で最も言語の消滅の危険が高いといわれている国でもある。険しい山岳地帯、湿地帯に阻まれて部族間の交渉が少なかったこともあり、小さなコミュニティが独自の文化・言語を発達させ、人口が600万人に対して、言語の数は800以上にもなる。そのうち130の言語の話者が200人以下であり、290の言語の話者が1000人以下である。首都ポートモレスビーで話されるクレオール語であるトク・ピシンとヒリモツ語の勢力は強く、隣接する地域で話されるコイアリ語を圧倒しており、セピック川下流で話されているイマス語も危うい状態である。ただし、女性たちは自分たちの言葉を守り続けている。
約16%はオーストロネシア語族に属し、他の南太平洋の言語と共通する単語や文法を持つ。これらの言語は島嶼部やニューギニア本島の海岸沿いに多く見られ、モトゥ語、クアヌア語、ハリア語などが挙げられる。
その他の84%は一般的に非オーストロネシアン言語（パプア諸語）と呼ばれ、大きく13のグループに分けられるが、単語や文法など、相互関連性は皆無に近い。パプア諸語のうち最も大きなグループはトランス・ニューギニア語族であり、エンガ語派のエンガ語、フリ語やチンブ・ワギ語派のメルパ語などが挙げられる。これらの言語がどの時代にどこから入ってきてどのように発達したのかは大きな謎である。

### 宗教
2011年国勢調査によると、国民のおよそ9割がキリスト教を信仰しており、その内訳はローマ・カトリックが総人口の26%、パプアニューギニア福音ルーテル教会が18.4%、セブンスデー・アドベンチスト教会が12.9%、ペンテコステ派が10.4%、パプアニューギニア・ソロモン諸島合同教会が10.3%、パプアニューギニア福音同盟が5.9%、パプアニューギニア聖公会が3.2%、バプテスト派が2.8%などとなっている。
しかしながら、中小の村落などでは自然崇拝も根強く残っており、人の死や病気や事故などの不幸は魔女のせいだと、呪術師が魔女と認定した罪のない女性を火あぶりにする「魔女狩り」の風習が残っている。これらは犯罪であり、政府は魔女狩りを含む「黒魔術」による報復を法規制するなどの対策をとっているが、貧困と教育の不備にあえぐ地域では根絶に至っていない。

## 文化

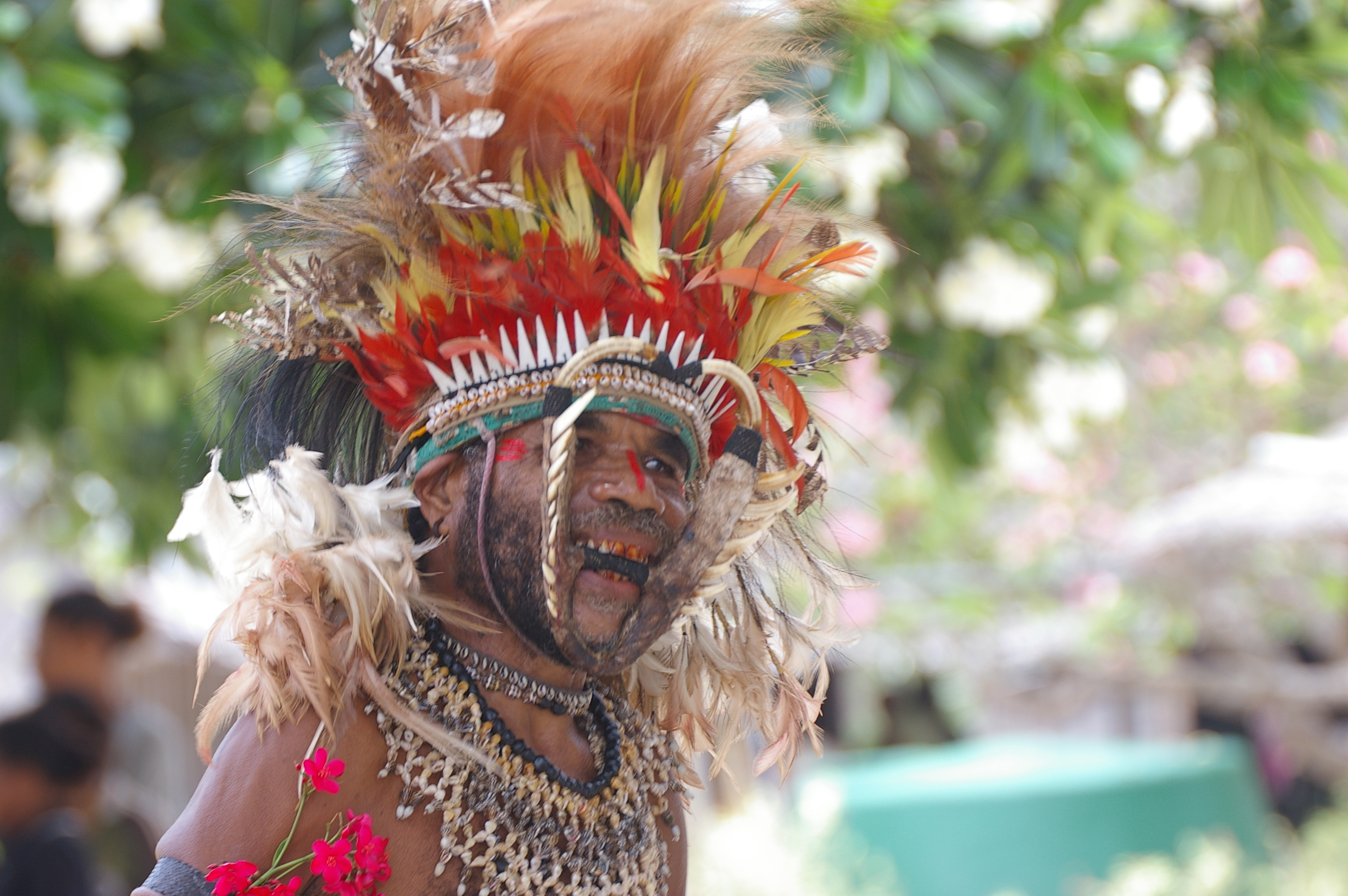
パプアニューギニア本土南東海岸の村Boga-Bogaの住民。

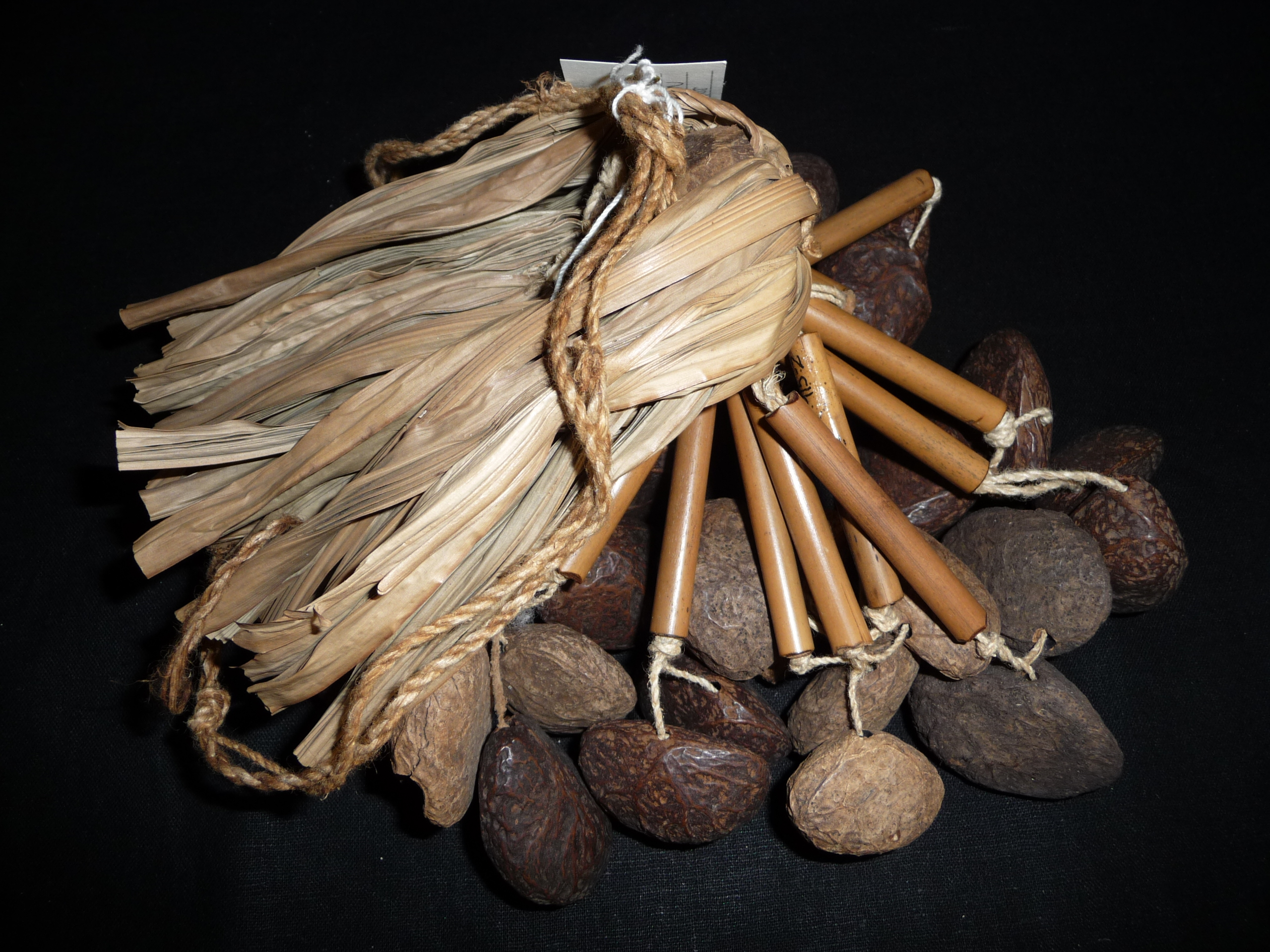
このガラガラは葉、種、ココナツの殻で作られており、踊り子の足首の周りに付けられ、音を出す。

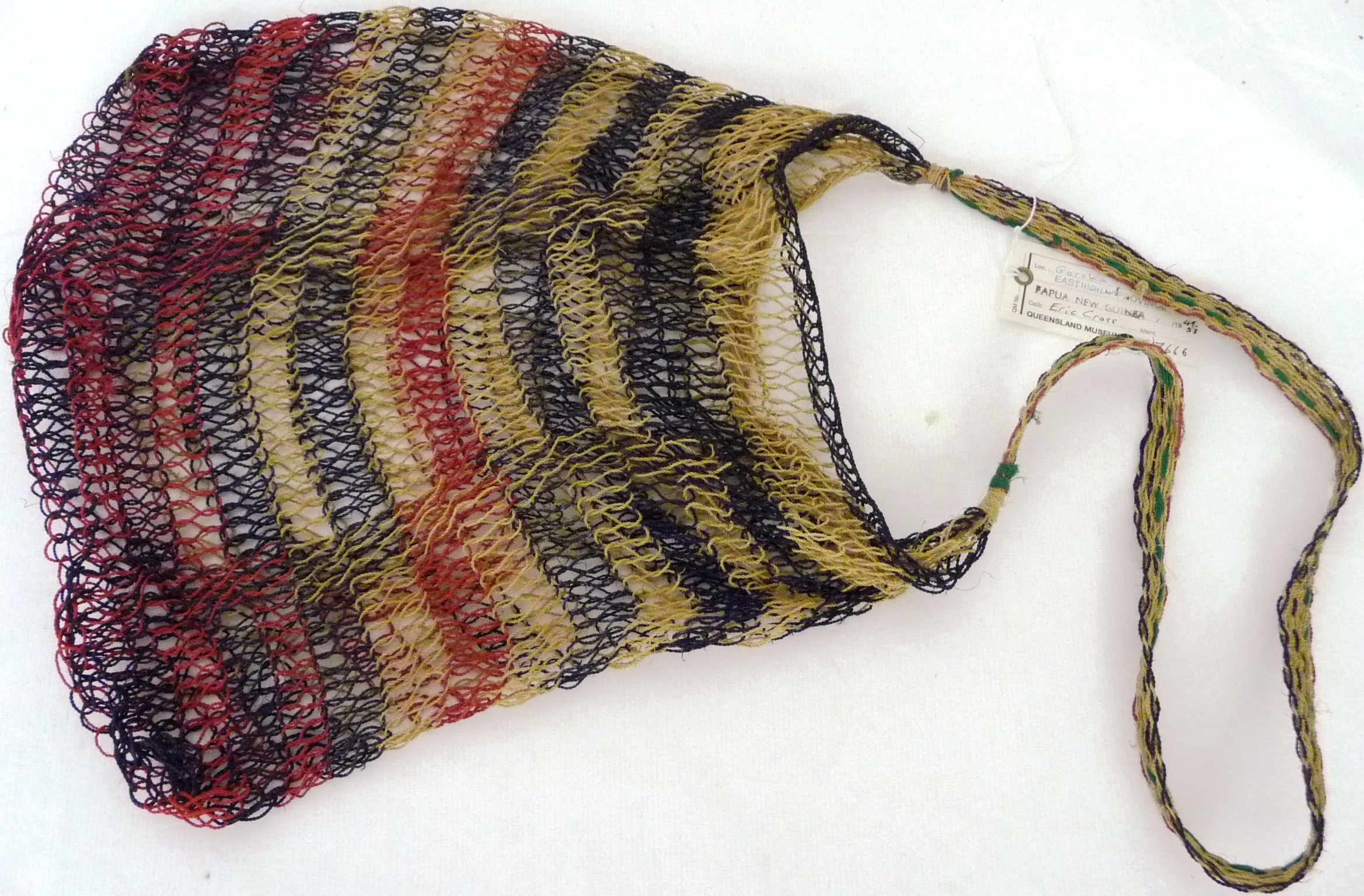
ビルム

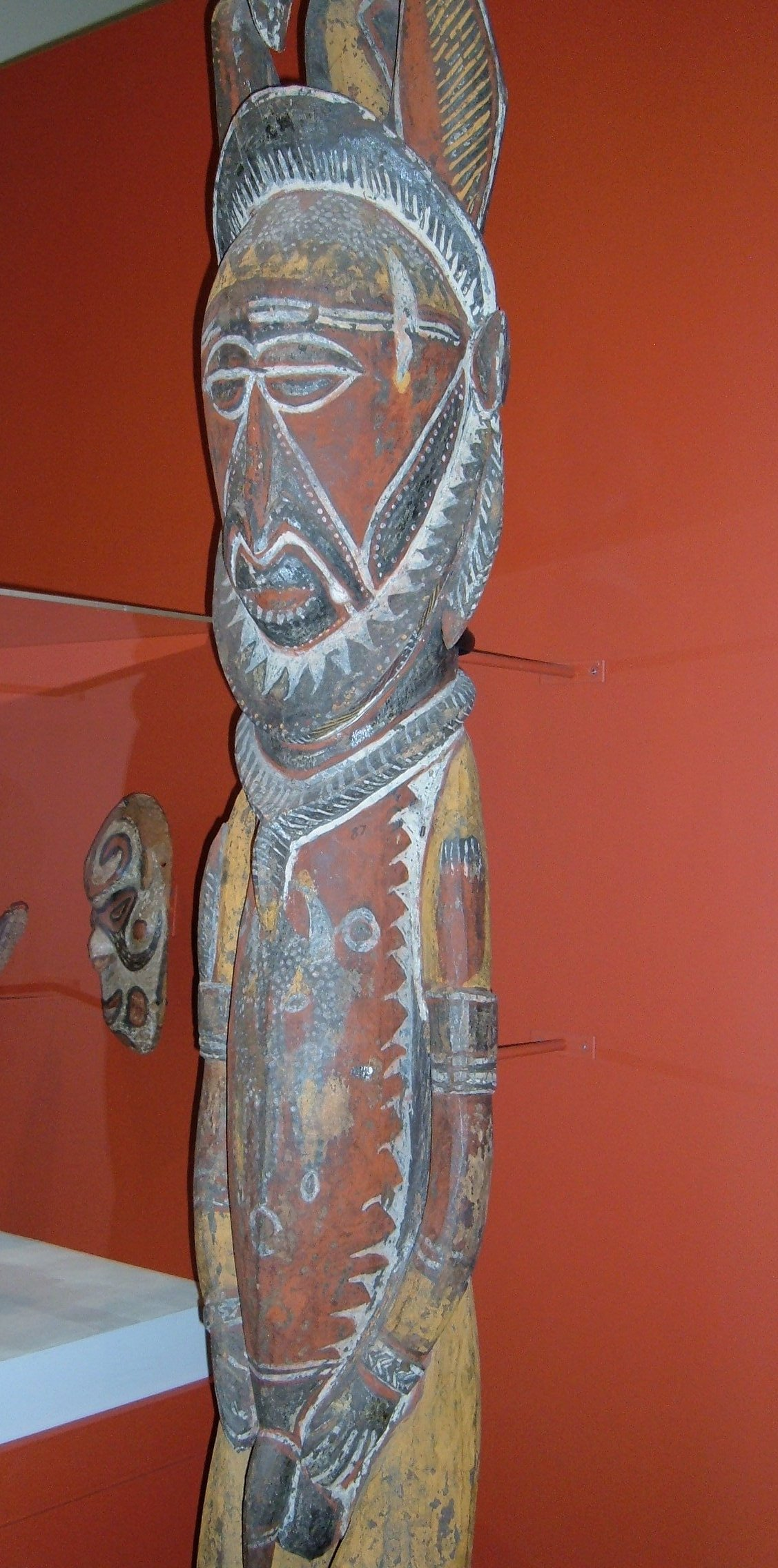
20世紀の木製のアベラム族の祖先の像。

パプアニューギニアには1000を超える文化的集団が存在すると推計されている。この多様性のため、多くの文化的表現様式が生まれている。個々の集団は絵画、ダンス、武器、装束、歌、音楽、建築などにおいて独自の表現形式を作り出している。これらの文化的集団のほとんどは独自の言語を有する。人々は通常、自給自足農業に依存する村に住んでいる。一部の地域では、食物を補充するために狩りや野生の植物（ヤム芋など）の採集を行う。狩りや農業、釣りに秀でたものは尊敬を集める。
セピック川には、木彫りの伝統があり、植物あるいは動物の形で祖先の魂を表わしている。貝殻はもはやパプアニューギニアの通貨ではない（1933年に廃止された）。しかしながら、この伝統は地域の慣習として現存している。一部の文化では、花嫁を迎える時に、花婿はある数の金で縁取られた貝殻を婚資として持ってこなければならない。その他の地域では、婚資は貝貨、豚、ヒクイドリ、現金で支払われる。
高地の人々は、「sing sings」と呼ばれる色彩豊かな儀式に参加している。彼らは鳥や木、山の精霊を表わすために羽根や真珠、動物の皮で化粧をし着飾る。伝説的な戦いといった重要な出来事がこういった音楽的祭典で上演されることもある。

### 祝祭日
| 日付     | 日本語表記         | 現地語表記               | 備考                              |
| -------- | ------------------ | ------------------------ | --------------------------------- |
| 移動祝日 | 聖金曜日           | Good Friday              |                                   |
| 移動祝日 | イースターマンデー | Easter Monday            | 復活祭の日曜日の翌日              |
| 7月12日  | 女王誕生日         | Queen's Birthday         | エリザベス2世の誕生日とは異なる。 |
| 7月24日  | 戦没者記念日       | National Remembrance Day |                                   |
| 9月16日  | 独立記念日         | Independence Day         |                                   |
| 12月25日 | クリスマス         | Christmas Day            |                                   |
| 12月26日 | ボクシング・デー   | Boxing Day               |                                   |

### スポーツ
ラグビー
スポーツはパプアニューギニアの文化の重要な部分であり、ラグビーリーグが圧倒的に人気のスポーツとなっている。コミュニティーが離れ、多くの人々が最低生活水準で暮らしている国において、同リーグに対する熱狂は部族闘争を置き換えるものであったためであると説明されてきた。多くのパプアニューギニア人は、国の代表となったり海外プロリーグに所属するとすぐに名声を得る。オーストラリアで毎年開催される『ステート・オブ・オリジンシリーズ』でプレーするオーストラリアの選手でさえも、同国の中で最も知名度のある人物となっている。ステート・オブ・オリジンはほとんどのパプアニューギニア人のその年の目玉である。しかし、応援が過熱し多くの死傷者も出ている。ラグビーリーグパプアニューギニア代表は、オーストラリア首相選抜XIII（NRL）所属選手からの選抜チームと毎年、通常ポートモレスビーで対戦する。なお、オーストラリアンフットボールやラグビーユニオンも人気がある。
サッカー
パプアニューギニアではラグビー以外ではサッカーが盛んであり、2006年にサッカーリーグのパプアニューギニア・ナショナル・サッカーリーグが創設された。リーグ開始年から2014年まで、ヘカリ・ユナイテッドFCが8連覇を達成している。さらにFIFAクラブワールドカップの2010年大会にも出場を果たしており、ヘカリは名実ともにパプアニューギニアを代表するクラブといえる。パプアニューギニアサッカー協会によって構成されるサッカーパプアニューギニア代表は、これまでFIFAワールドカップには未出場である。しかしOFCネイションズカップには4度出場しており、2016年大会では準優勝に輝いている。
クリケット
クリケットも人気スポーツの一つである。1900年代初頭にロンドン宣教師協会の宣教師によってパプアニューギニアに導入された。国内競技連盟であるクリケットPNGは1973年に国際クリケット評議会に加盟した。クリケットPNGにはバラマンディス(男子)、ルイス(女子)、ガラムッツ(19歳以下)の3つの主要なナショナルチームがあり、バラマンディは2014年にワンデー・インターナショナル（ODI)に出場した。